# RHBDL1
RHBDL1 (англ. Rhomboid like 1) – білок, який кодується однойменним геном, розташованим у людей на 16-й хромосомі. Довжина поліпептидного ланцюга білка становить 438 амінокислот, а молекулярна маса — 48 314.
| 10         |  | 20         |  | 30         |  | 40         |  | 50         |
| ---------- |  | ---------- |  | ---------- |  | ---------- |  | ---------- |
| MGRVEDGGTT |  | EELEDWDPGT |  | SALPAPGIKQ |  | GPREQTGTGP |  | LSQKCWEPEP |
| DAPSQPGPAL |  | WSRGRARTQA |  | LAGGSSLQQL |  | DPENTGFIGA |  | DTFTGLVHSH |
| ELPLDPAKLD |  | MLVALAQSNE |  | QGQVCYQELV |  | DLISSKRSSS |  | FKRAIANGQR |
| ALPRDGPLDE |  | PGLGVYKRFV |  | RYVAYEILPC |  | EVDRRWYFYR |  | HRSCPPPVFM |
| ASVTLAQIIV |  | FLCYGARLNK |  | WVLQTYHPEY |  | MKSPLVYHPG |  | HRARAWRFLT |
| YMFMHVGLEQ |  | LGFNALLQLM |  | IGVPLEMVHG |  | LLRISLLYLA |  | GVLAGSLTVS |
| ITDMRAPVVG |  | GSGGVYALCS |  | AHLANVVMNW |  | AGMRCPYKLL |  | RMVLALVCMS |
| SEVGRAVWLR |  | FSPPLPASGP |  | QPSFMAHLAG |  | AVVGVSMGLT |  | ILRSYEERLR |
| DQCGWWVVLL |  | AYGTFLLFAV |  | FWNVFAYDLL |  | GAHIPPPP   |  |            |

A: Аланін

C: Цистеїн

D: Аспарагінова кислота

E: Глутамінова кислота

F: Фенілаланін

G: Гліцин

H: Гістидин

I: Ізолейцин

K: Лізин

L: Лейцин

M: Метіонін

N: Аспарагін

P: Пролін

Q: Глутамін

R: Аргінін

S: Серин

T: Треонін

V: Валін

W: Триптофан

Кодований геном білок за функціями належить до гідролаз, протеаз, серинових протеаз. 
Задіяний у такому біологічному процесі, як альтернативний сплайсинг. 
Локалізований у мембрані.